# Senatria Agus Setia Putra
Senatria Agus Setia Putra (* 31. Juli 1989 in Cimahi) ist ein indonesischer Badmintonspieler. 

## Karriere
Senatria Agus Setia Putra wurde 2011 indonesischer Meister im Herreneinzel. Bei der Sommer-Universiade 2011 gewann er Gold mit dem Team. Bei den Vietnam Open 2012 reichte es dagegen nur zu Rang 17 im Einzel. Im gleichen Jahr wurde er bei den Pekan Olahraga Nasional XVIII Zweiter mit der Mannschaft von Jawa Barat.